# Chukochenita
La chukochenita és un mineral de la classe dels òxids. Rep el nom en honor del meteoròleg i geòleg xinès Chu Kochen (竺可桢) (7 de març de 1890, Shangyu, Shaoxing, Zhejiang, Xina - 7 de febrer de 1974, Pequín, Xina). Va ser president de la Universitat de Zhejiang (1936-1949) i un dels fundadors de les ciències de la terra a la Xina.

## Característiques
La chukochenita és un oxoaluminat de fórmula química LiAl₅O₈. Va ser aprovada com a espècie vàlida per l'Associació Mineralògica Internacional el 2020, sent publicada l'any 2022. Cristal·litza en el sistema ortoròmbic. La seva duresa a l'escala de Mohs és 8.
L'exemplar que va servir per a determinar l'espècie, el que es coneix com a material tipus, es troba conservat a la col·lecció mineralògica del Museu Geològic de la Xina, a Beijing (República Popular de la Xina), amb el número de catàleg: m13818.

## Formació i jaciments
Va ser descoberta al dipòsit d'estany de Xianghualing, al comtat de Linwu de Chenzhou (Hunan, República Popular de la Xina). Aquest indret és l'únic a tot el planeta on ha estat descrita aquesta espècie mineral.